# Traa Daniels
Mark "Traa" Daniels (né le 30 décembre 1970) est le bassiste du groupe de rock POD. Il fait partie du groupe depuis 1994 et a participé à tous les albums officiels du groupe.
Traa est originaire de Cleveland (Ohio), il est marié et a deux enfants.
En 2005, Traa Daniels signe un partenariat avec la marque Warrior et travaille sur son modèle de basse signature.
Il est aussi le président d'une compagnie de production connue sous le nom de Ryot Entertainment. L'entreprise a fait équipe avec Steal Roots. Il est de même le manager du groupe alternatif The Wrecking.

## Équipement
- Carvin AC50F Fretless Electric/Acoustic 5-string
- Warwick Thumb Bass 4-string
- Washburn Acoustic 5-string
- Washburn XB-925 5-string
- Washburn AB-34 Acoustic 5-string Custom Shop model
- Boss ODB-3 Bass Overdrive
- MXR Phase 100 Phaser
- MXR Phase 90 Phaser
- Eden WP-100 Navigator Bass Preamp
- Eden WT-1000 World Tour 1000-Watt Power Amplifier
- Korg DTR-1 Rack Tuner
- Eden WT-400 Traveler Plus Bass Head
- Eden D-410XLT Bass Cabinet / 4x10